# Renáta Tomanová
Renáta Tomanová, född 9 december 1954, är en tidigare professionell tennisspelare från Tjeckien (född i dåvarande Tjeckoslovakien).
Som singelspelare är Tomanová främst känd för sina två singelfinaler i Grand Slam-turneringarna Australiska öppna och Franska öppna. Båda finalerna nådde hon säsongen 1976. Australiska öppna förlorade hon mot australiskan Evonne Goolagong (2–6, 2–6) och senare på våren Franska öppna mot brittiskan Sue Barker (2–6, 6–0, 2–6). Hon nådde också finalen i grusturneringen Italienska öppna 1977, men förlorade mot amerikanskan Janet Newberry.
I dubbel nådde Tomanová första gången en GS-final 1976 i Australiska öppna. Hon spelade tillsammans med Lesley Turner Bowrey. Paret förlorade finalmatchen mot Evonne Goolagong och Helen Gourlay Cawley. Två år senare, 1978, vann hon slutligen dubbeltiteln i Australiska öppna, den gången tillsammans med Betsy Nagelsen genom finalseger över Naoko Sato och Pam Whytcross (7–5, 6–2).
Renáta Tomanová tränades av den tjeckiska förra storspelaren Vera Sukova och utvecklades till en kraftfull stilren spelare. Under stora delar av sin karriär kom hon att stå i skuggan av landsmaninnan Martina Navratilova.
Tomanová deltog i det tjeckiska Fed Cup-laget 1975 och 1978-81. Hon spelade totalt 27 matcher av vilka hon vann 20. Hon besegrade i Fed Cup-sammanhang bland andra spelare som Helen Gourlay Cawley, Virginia Wade och svenskan Mimmi Wikstedt.

## Grand Slam-titlar
- Australiska öppna
  - Dubbel – 1978